# Andravida (Griekenland)
Andravida (Grieks: Ανδραβίδα) is een deelgemeente (dimotiki enotita) van de fusiegemeente (dimos) Andravida-Kyllini, in de Griekse bestuurlijke regio (periferia) West-Griekenland.
De naam van het plaatsje is een verbastering van Andréville en herinnert aan de middeleeuwse benaming die het stadje droeg toen het, eerst onder Guillaume de Villehardouin en later onder Guillaume de Champlitte de "Frankische" hoofdstad van het prinsdom Morea was. De ruïnes van de Agia Sofia, een gotische kerk met mooie gewelven uit de 13e eeuw, getuigen nog van dat grootse verleden.